# سپاه چهارم، ارتش ویرجینیای شمالی
سپاه چهارم، ارتش ویرجینیای شمالی (انگلیسی: Fourth Corps, Army of Northern Virginia) عنوان چهارمین واحد نظامی ارتش ویرجینیای شمالی از ارتش ایالات مؤتلفه در دوران جنگ داخلی آمریکا است.